# Cycas taitungensis
Cycas taitungensis е вид растение от семейство Cycadaceae. Видът е застрашен от изчезване.

## Разпространение
Разпространен е в Провинции в КНР и Тайван.